# Голос Иерусалима
Голос Иерусалима — отдел вещания на иврите радиостанции Британского мандата в подмандатной Палестине. Передачи велись на трёх официальных языках мандата — английском, арабском и иврите, и это были первые в истории регулярные передачи на иврите. «Голос Иерусалима» начал вещать 30 марта 1936 года и существовал до момента создания Израиля и начала вещания «Голоса Израиля». Мандатный канал назывался «Служба вещания Палестины» (The Palestine Broadcasting Service — PBS). С 1942 года вещание происходило на двух каналах — один на иврите и английском, другой на английском и арабском. С окончанием мандата и в годы Войны за независимость превратился в израильскую радиостанцию. Она передавала независимо от «Голоса Израиля» из Тель-Авива.

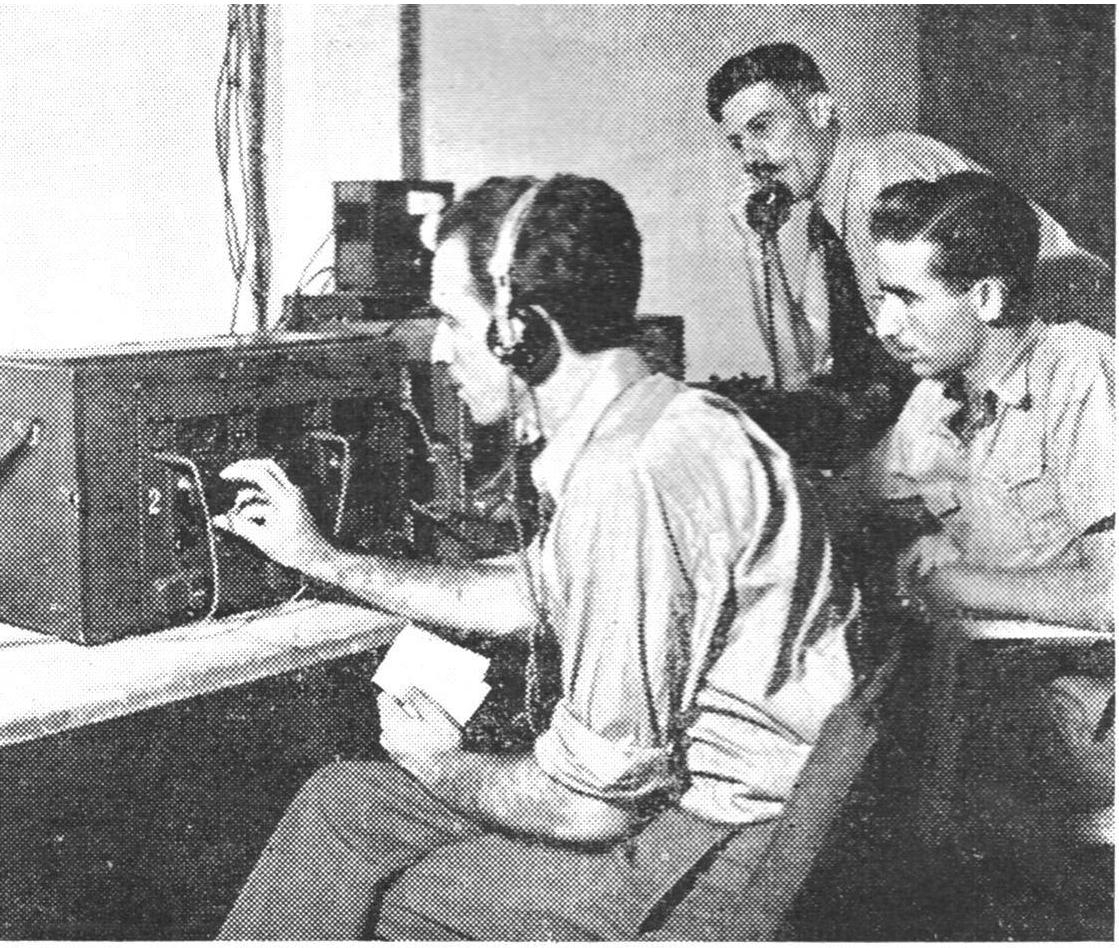
Комната контроля за вещанием в здании Службы вещания в Иерусалиме, 1943

## Открытие вещания
Идея о создании станции была предложена мандату Стриклендом, специалистом из Комиссии Шоу. Он предложил «цивилизировать» селян с помощью передач, обучающих современным методам сельского хозяйства и объединённому труду.
После 14-месячной подготовки с декабря 1934 года, станция была готова. 30 марта 1936 года в 16:17 в Рамаллу прибыл верховный комиссар Артур Гренфелл Уокоп. Его ожидали старейшины еврейской и арабской общин. Губернатор включил передатчик, и директор мандатной почты Уильям Халсон открыл передачи словами «It is Jerusalem calling» («Говорит Иерусалим»). После этого те же слова произнёс арабский ведущий Каабани, а затем и ивритский диктор Абади провозгласил: «Алло! Алло! Говорит Иерусалим!» После речи губернатора военный оркестр второго батальона сыграл марш. После этого вещание продолжилось из Иерусалима, из студии, разместившейся в здании бывшей гостиницы «Палас». Передавались еврейские песни в прямом эфире в исполнении Брахи Цапиры, концерт камерного оркестра с солированием знаменитой виолончелистки Тельмы Елин, «первая леди еврейского театра» Хана Ровина декламировала стихи — отрывки из «Огненного свитка» Бялика и из «Песни песней». Также передавались передачи на арабском и прямое подключение к BBC. В газетах писали на следующий день, что слышимость была хорошей даже в Каире.

## Позывные станции

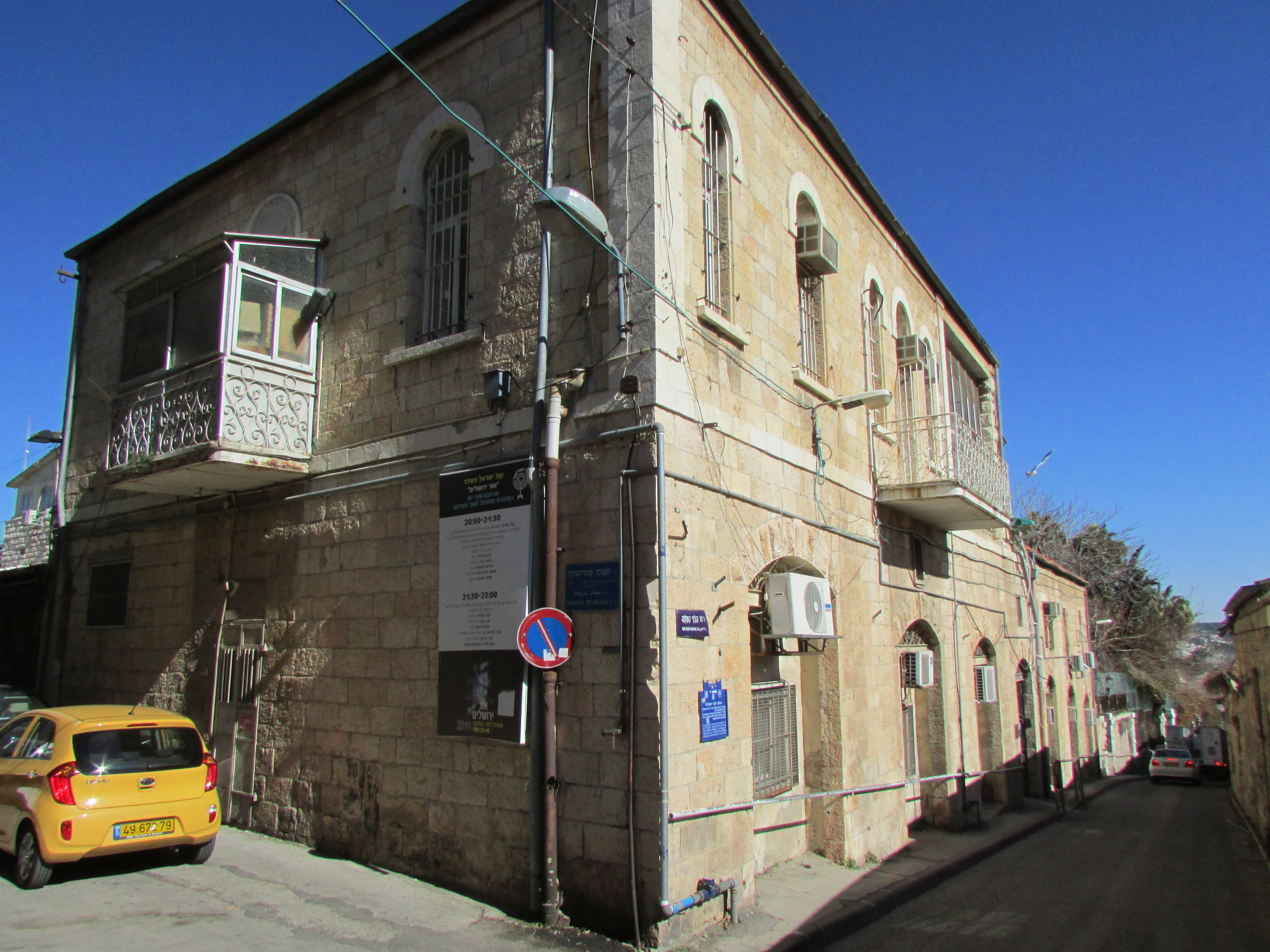
Здание Голоса Иерусалима рядом с Русским подворьем

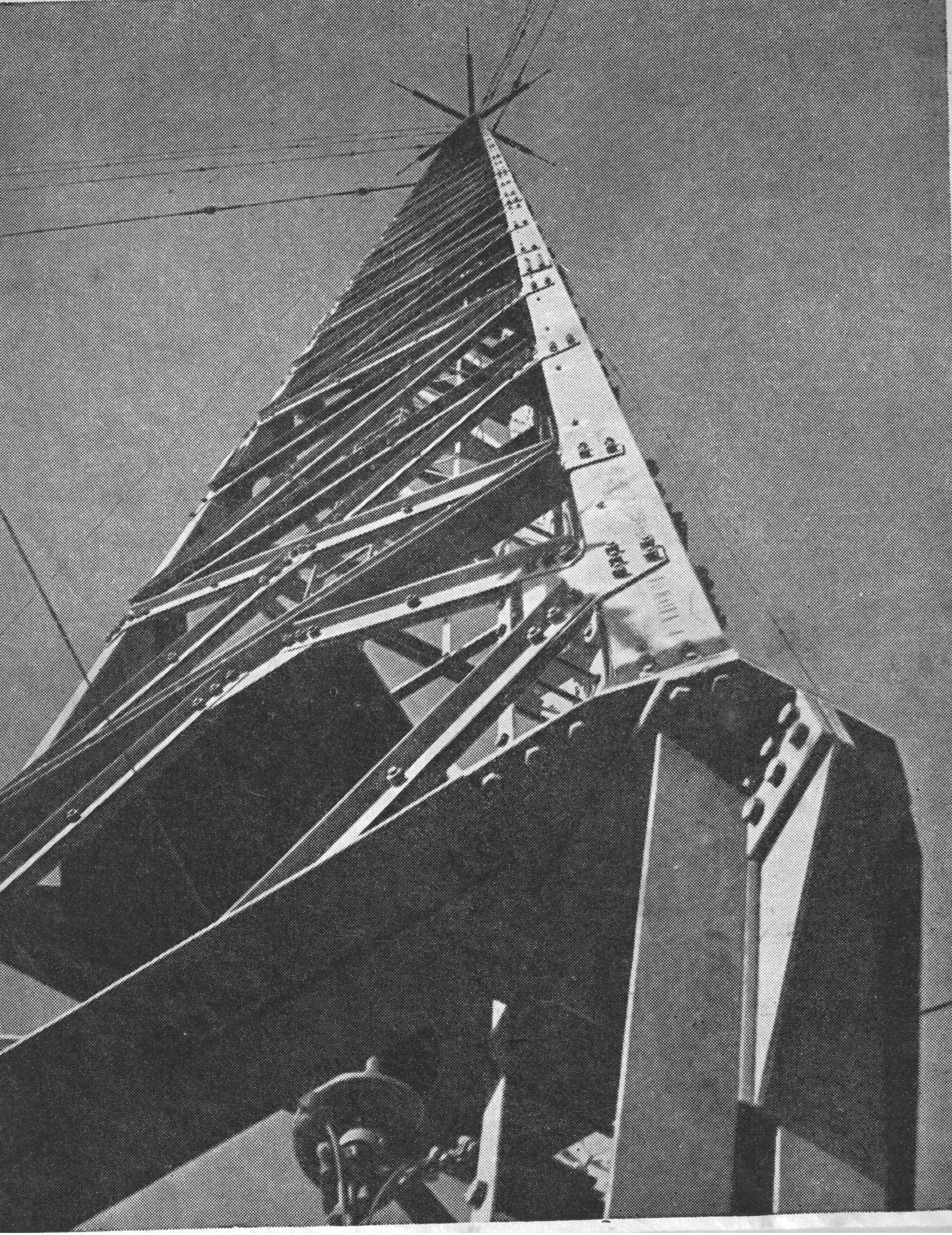
Мачта антенны, используемой станцией, высотой 225 метров, над зданием радио в Рамалле, 1945

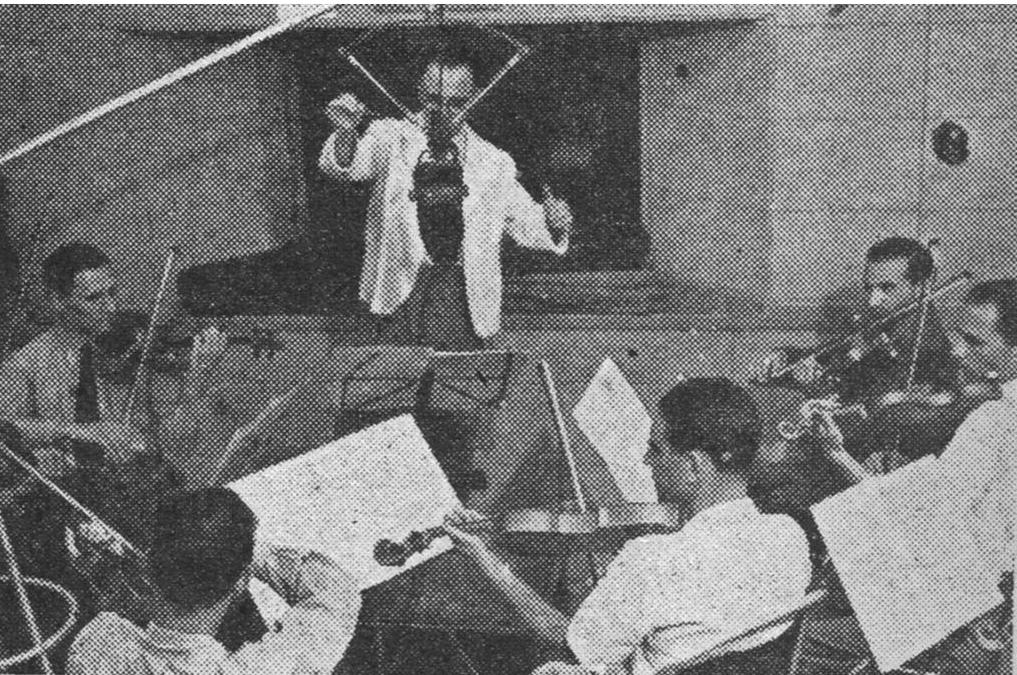
Исполнение концерта в Иерусалимской студии, 1945

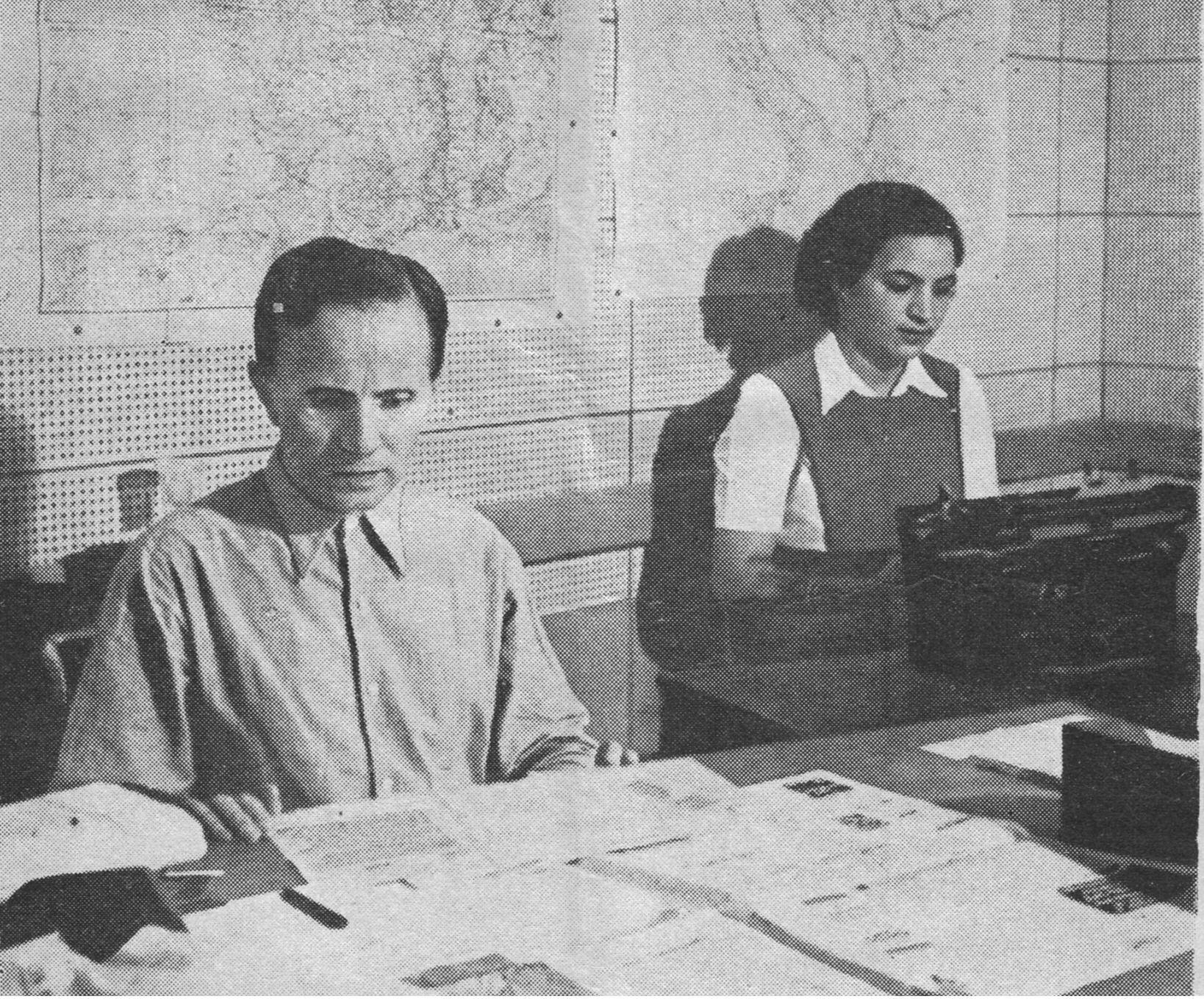
Студия новостей на Иврите Голоса Иерусалима, 1944

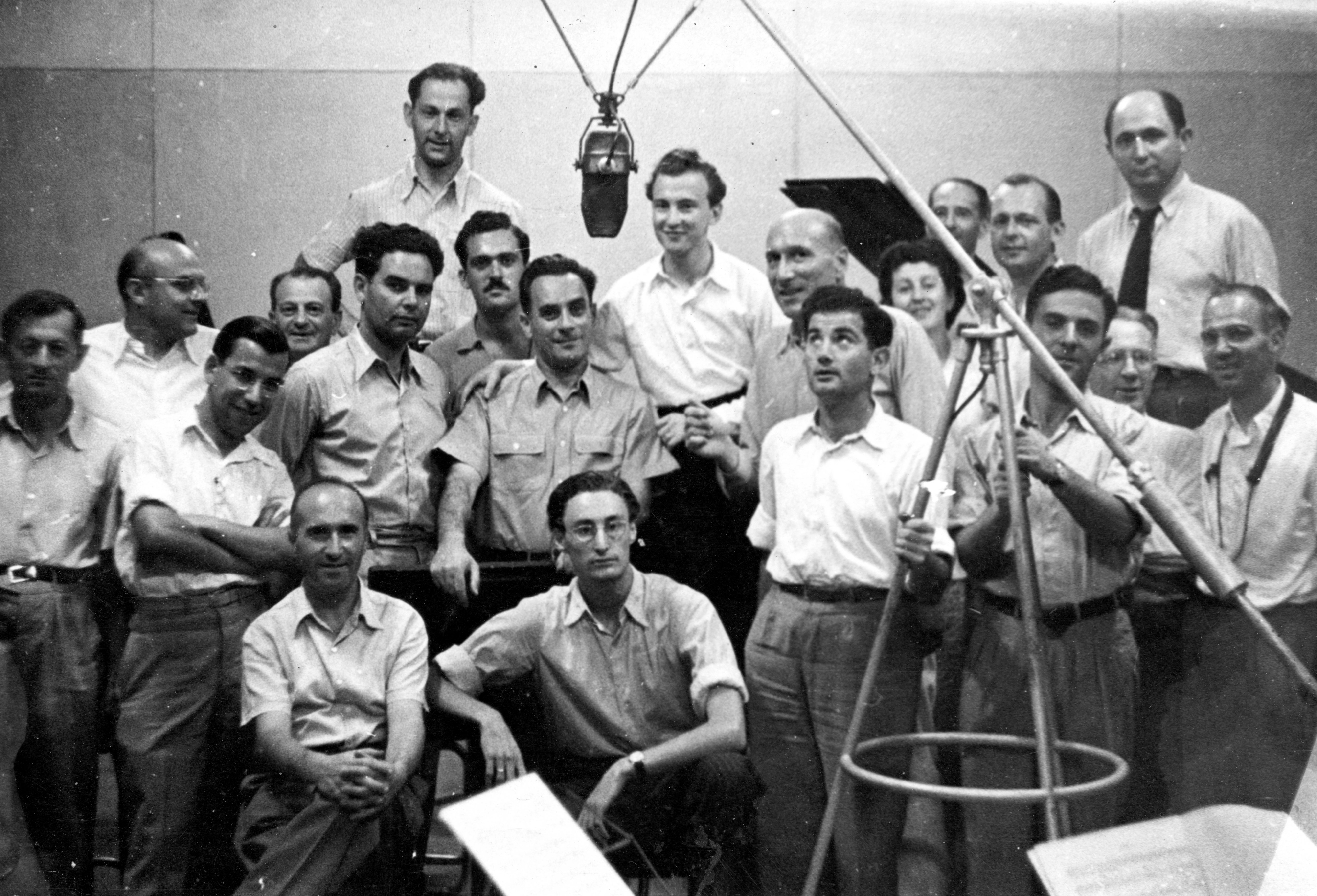
После записи фортепианного концерта Шумана (июль 1947)

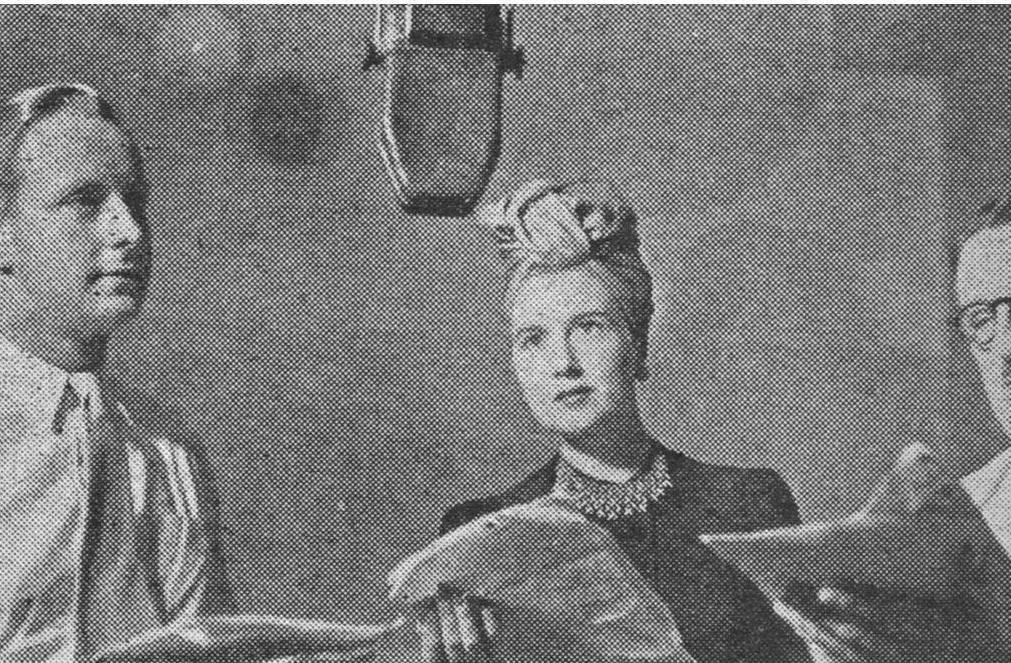
Радиотеатр у микрофона, Иерусалимская студия, 1945

Позывные «Голос Иерусалима» были компромиссом, дабы избежать использования слова Израиль с одной и Палестина с другой стороны. Вначале еврейские дикторы предлагали «Голос Земли Израильской» или «Голос Палестины — Земли Израильской» (официальное название Израиля в те годы было «Палестина — ЗИ», чтобы не произносить полное название Израиль), но встретили сильное сопротивление арабской и английской сторон. Еврейские дикторы не имели права сказать на Иврите «Земля Израильская», а только «ЗИ».

## Программа передач
Большинство передач были на трёх официальных языках мандата: английском, арабском и иврите. Кроме того, передавались выпуски новостей на других языках. С момента создания передачи на иврите длились час в день, но позднее они были расширены до более чем пяти часов. В конце концов на канале развилась богатая сетка вещания на всех трёх языках.
В середине 40-х годов сетка выглядела следующим образом: вещание начиналось каждый день в 12:00 выпусками новостей на английском, арабском и иврите. Сигналы точного времени передавались в 12:00, 14:00, 16:00, 18:00, 20:00 и 21:30. Кроме того, ежедневно передавались программа новостей на английском, две на иврите, и по одной на польском, турецком, французском и немецком. Четыре часа в день были посвящены вещанию на арабском. Кроме того, передавались передачи для школьников и подростков («Слушай и понимай»), для домохозяек, детей, солдат, концерты, передачи по заявкам слушателей, и образовательные программы по богатому спектру тем.

## Программы новостей
Станция не посылала журналистов на сбор новостей, кроме как на заранее запланированные торжественные церемонии, такие как вступление в должность Верховного комиссара, народные танцы и аналогичные события. Для трансляции новостей на станции работала организация под названием «Отдел новостей пресс-службы правительства», которая собирала информацию, полученную из различных информационных агентств. Эти сообщения передавались в десятиминутных программах новостей на разных языках. Радио также использовало группу людей, задачей которых было слушать новости на радиостанциях мира. Станция гордилась тем, что иногда новости передавалась даже раньше, чем у «старшей сестры», BBC. Так, например, специальные сообщения Сталина, которые транслировались на русских станциях в новостях, начинающихся без четверти каждого круглого часа, сразу давались в эфир, тогда как BBC ждала своих новостей через 15 минут. Она была первой станцией, до станции союзников, передавшей сообщение о падении Рима, полученное от франкоговорящей станции в Алжире.
После создания «информационного бюллетеня», он был распространён между семью редакциями на семи языках, а те редактировали его в соответствии со своими нуждами. Например, французская редакция обращала особое внимание на то, что происходит во Франции и в Северной Африке, a ивритская добавляла к бюллетеню немалое количество местных новостей. Это иногда приводило к комическим неполадкам. Так, например, станция сообщала во время Второй мировой войны, что «Во время продвижения вперёд советские войска захватили немецкий военный поезд, загруженный до отказа танками и аэропортами», а в другой раз, что «над небом Италии сбили вчера истребители США тридцать немецких самолётов и немало грузовиков».

## «Колесо»
Радиостанция выпускала, начиная с 13 июля 1943 года, печатный журнал «Колесо», который был представлен как «Журнал по проблемам мира и Голоса Иерусалима». Он выходил в первое время раз в две недели, а начиная с 30 ноября 1944 года перешёл на еженедельный выпуск. Издателем было министерство английской разведки, с помощью своего иерусалимского бюро. «Колесо» печатало программы передач станции, заметки о событиях в разных её редакциях, записи учебных лекций из её передач, фотографии, сопровождавшие различные новости со всего мира, а также подборки комментариев, статей и заметок, переведённых на иврит из ведущих британских газет «The Daily Express» и «The Economist».
«Колесо» не ограничивалось освещением новостей и событий на радио, и широко освещало культурную жизнь страны, давая местным деятелям искусства платформу, чтобы представить свои произведения.

## Техническая платформа
Студии станции были расположены в здании бывшего отеля «Палас», на улице Мамила (в настоящее время Агрон) напротив бассейна Мамила в Иерусалиме. Передающая станция была в Рамалле. Передачи шли на частоте 668 кГц, длина волны 449 метров. Мощность передатчика («Маркони») была 20 кВт. Обучение и планы эксплуатации станции были созданы под руководством Британской вещательной корпорации, BBC.
В конце июня 1939 года студии были переведены в новое, современное здание вещания в Иерусалиме, известное как «Дом абиссинцев», на аллее Принцессы Мелиссенды, теперь улица Королевы Елены, дом 21, где ныне расположены студии «Голоса Израиля».
В 1942 году начал вещание второй канал (PBS 2), на частоте 574 кГц, длина волны 522 метров, с такой же мощностью передатчика в 20 кВт, и на нём программы на английском и иврите. Вещание первой сети (PBS 1) было перенесено на частоту 677 кГц, длина волны 443 метров, для того чтобы улучшить прием в Европе. Этот канал передавал на арабском и английском языках.

## Военное положение
Трансляции начались во время большого напряжения между евреями и арабами, и напряжённость вскоре переросла в так называемые события 1936 года, или Великое арабское восстание. Однако новинка была хорошо встречена и вещание не нарушалось до 2 августа 1939 года, когда в операции группы «Эцель», известной как «взрыв правительственного Дома вещания», была размещена взрывчатка в здании. Три бомбы взорвались в 17:20 в отделе технического надзора и в новой студии. Диктор Майя Вейсенберг и араб-христианин, инженер Адив Эффенди Мансур, серьёзно пострадали и позднее скончались от ран. Из-за взрыва в отделе технадзора, который являлся связующим звеном между передатчиком и Иерусалимской студией, трансляции продолжились из временной студии в здании передатчика в Рамалле. Вечерние шоу также были переведены туда, и дикторы и артисты приезжали из Иерусалима в бронированных автомобилях.
17 мая 1944 года, в день пятилетия Белой книги, группа «Эцель» под руководством Эйтана Ливни напала на радиостанцию в Рамалле. Их целью было прочесть в эфир листовку, написанную Менахемом Бегином. В то время британский цензор постояно дежурил на станции в Рамалле с пальцем на выключателе. Таким образом, не было смысла захватывать Иерусалимскую студию. Силы сумели прекратить вещание на два часа, но не смогли передать листовку, поскольку не захватили микрофон.

## Культура
«Голос Иерусалима» был важным элементом в развитии еврейской культуры. Редакторы и дикторы были местными жителями, создающими и музыкальные программы, и передачи по вопросам науки, культуры и традиций. Особенно были известны на станции радиодрамы. Если многие языковые группы по всему миру получили культурный толчок в результате регулярных радиотрансляций, на иврите вещание привело даже к большему эффекту. Впервые был услышан разговорный иврит по всей стране и по большому количеству тем. Радиопередачи были образцом речи на иврите, когда говорящих на иврите было ещё очень мало, а большинство евреев знали иврит, прежде всего, в качестве письменного языка.
Кроме периода сотрудничества между еврейской общиной (ишувом) и англичанами во время Второй мировой войны, станция выражала позицию мандата, которая часто относилась враждебно к руководству ишува. Передачи воспринимались с недоверием, и многие предпочитали получать информацию о текущих событиях от подпольных радиостанций еврейских организаций. К концу мандата арабские организации также создали подпольные станции.

## Окончание вещания мандата и израильский период «Голоса Иерусалима»
В декабре 1947 года британское правительство поручило Арабскому легиону безопасность в здании вещания и студиях на улице Мелисенды. В результате еврейские рабочие покинули этот район 14 декабря 1947 г. и, насколько это известно, продолжали вещание из другого места в городе.
В то же время были подготовлены радиостудия в Доме первопроходок и маленький передатчик в лагере Шнеллер, оставленном англичанами в марте 1948 года. Это была первая инфраструктура «Израильского голоса Иерусалима». Так что в момент создания государства работали две маленькие радиостанции — «Израильский голос Иерусалима» в Иерусалиме и «Голос Израиля» в Тель-Авиве, которая транслировала на страну и мир провозглашение независимости. «Голос Иерусалима» на иврите продолжал действовать некоторое время независимо, в связи с неопределённостью в отношении статуса Иерусалима.
С приходом в город израильских властей инфраструктура и специалисты «Голоса Иерусалима» во всех аспектах вещания — студии, дикторы, редакторы программ, музыкальные профессионалы, инженеры и техники — перешли на «Голос Израиля» и «Голос Сиона диаспоре». Новая израильская станция даже получила частоту вещания PBS 2. Переход прошёл так гладко, что в 2006 году «Голос Израиля» отпраздновал своё 70-летие, что не совсем точно, так как «Голос Израиля» стал официальным радио Израиля лишь в день провозглашения государства в 1948 году.
Инфраструктура станции в Рамалле перешла к Иордании, и она по сути продолжила трансляции на английском и арабском из студии и передатчиков мандата в Рамалле. Название станции было изменено на «Станция вещания арабского Иерусалима». Эта станция продолжила передачи на волне PBS 1. В Израиле она упоминалась как «Радио Рамалла».